# RaMu
RaMu（らむ、1997年7月31日 - ）は、日本のグラビアアイドル、タレント、YouTuber、ギタリスト。埼玉県出身。マグニファイエンタテインメント所属。

## 略歴
1997年7月31日、埼玉県に生まれる。本名・蘭夢（らむ）。漫画『うる星やつら』のヒロイン・ラムとは無関係。「らむ」という名前を持つことにより、アニソンを歌ってみろなどといじられることもあるが、ラムのことは嫌いではない。
2004年4月1日、小学校入学。5年から6年にかけて女子野球をやっていた。キャプテンを務め、ピッチャー以外の全ポジションの守備をこなした。
2010年4月1日、中学校入学。3年間ソフトボール部に所属。セカンド、ショート、サード、ライト、センター、レフトを守り、背番号は3番だった。岡村拓磨によると、小柄であるがハキハキとした体育会系である。
2013年4月1日、埼玉県立松伏高等学校入学。在学中の2014年からVineおよびmixchannelに、「RaMu」のアカウントで体を張った芸の映像を投稿する。フォロワー数は10万人に達し、女子中高生の間で「RaMu教の教祖」と呼ばれるようになる。軽音楽部に所属（ドラムを担当）。
2015年、海へ行った時に撮った水着姿をSNSにアップしたことがきっかけで話題になり、グラビア界へ進出。
2015年8月9日から2016年6月18日までアイドルグループ「KissBee」の研究生ユニット、「KissBeeZero」のメンバーとして活動。研究生のリーダーを務めていたが、本人曰く「団体行動が苦手だった」ことを理由に、脱退している。
2016年、第5回プロが選ぶアイドルDVD賞で新人賞受賞。3月、週刊ヤングジャンプで水着グラビアデビュー。11月23日よりLINE LIVE配信を開始。
2017年、週刊プレイボーイ編集部が選ぶ「2017年新人グラドル次世代ボイン番付」で「東の横綱」に選ばれる。
2017年1月にVineサービスが終了したため、同年3月4日よりYouTubeに動画配信の場を移動。12月12日、1年1か月間休まず続けたLINE LIVE配信を一旦休止した。
2017年、天木じゅん・和地つかさとともに『さんぽけ〜三国志大戦ぽけっと〜』（セガ・インタラクティブ、2017年4月20日配信）の応援隊『さんぽけ Girls★』に選ばれ、宣伝イベントなどに出演。
2017年6月19日、『ヤマダパズル たぷたん』にフクロモモンガのキャラクターが登場。自身が飼っているフクロモモンガのビビをモチーフとして自らデザイン。
2018年1月1日、DMM LIVEcommuneにて配信再開。3月17日、漫画作品『終末のハーレム』に関連する撮影会に出演。
2020年10月、コスプレイヤーの火将ロシエルと二人でバンド「pretty noob」（プリティヌーブ）を結成。同年12月、「東京コミコン2020」でデビュー。RaMuがギター担当、ロシエルがDJ担当。ボーカルはいない。

## 人物
- 趣味は旅行、映画鑑賞、TVゲーム全般、野球、爬虫類の飼育[23]。特技は動画編集、口クラッカー[24]。番組で知り合った男色ディーノとの出会いからプロレスにも興味を持ち、2018年に発売したイメージビデオでは唐突にプロレスシーンを盛り込んでいる。また、将来的にはプロレスもやってみたいという[25]。
- にんにくが大好きで、過去には2日に1回くらいの頻度で丸々1個食べていた。苦手なものはパクチー、スイカ、メロン（ウリ科についてアレルギーあり）、マネキン、幽霊、蜘蛛。蜘蛛が苦手なのは幼少期の体験が遠因であろうと本人は分析している[6]。
- 目がとても悪く、コンタクトレンズをしている。
- デビューした頃はGカップだったが、2016年にHカップに成長。これについて、この年に豆乳にハマってよく飲んでいたからとも話している[11]。2017年、「おっぱい国勢調査」で、初めてブラジャーを付けたのは13歳のときと回答。母親に「胸の下に人さし指を置いて、胸が指に乗っかったらブラジャーをつけなさい」と言われていた。当時はBかCカップ[26]。また、何を食べたら巨乳になったと思うとの質問には「小さい頃からよく飲んでいるのはカルピス」と回答[26]。Eカップだった頃が一番生活しやすかったので、生まれ変わったらEカップが理想[27]。
- 趣味は「爬虫類ショップに行くこと、爬虫類と触れ合うこと、その他、家庭用ゲーム全般」と答えたことがある[25]。飼っているペットは、レオパードゲッコー（名前:イブリン、オス）、フトアゴヒゲトカゲ（名前:リオレイア、メス）、フクロモモンガ2匹（メスのビビとオスのジジ）。過去にはマダガスカルオオゴキブリも飼っていた[6]。
- 2017年頃から髪を伸ばして、人生で初めてロングヘアになった時期があったが[28]、ショートカットの方が好きだったという意見が多かったこともあり、2019年3月に髪をバッサリ切った[29]。以後はショートカットのイメージが定着しており、髪型を真似している人も多い[30]。
- 2021年8月より、ミーアキャット（名前:メロ、オス）を飼い始めた[要出典]。2025年8月、ペットのミーアキャットに手をかまれて感染症の「蜂窩織炎（ほうかしきえん）」を発症したことを報告した[31]。

## 作品

### イメージDVD
※太字タイトルはBD版同時発売
- 初めてのRaMuずっきゅん♡（2016年4月22日、イーネット・フロンティア）[32][33]
- RaMu&Peace（2016年8月25日、イーネット・フロンティア）[34][35][36]
- RaMu Story♥（2016年12月9日、イーネット・フロンティア）[37][38][39]
- ふくらむ（2017年4月21日、竹書房）[40][41]
- R-19（2017年8月20日、ラインコミュニケーションズ）[42][43][44]
- ラムネード（2017年12月15日、ラインコミュニケーションズ）[45][46][47]
- アラーム（2018年4月20日、竹書房）[48][49]
- ラムチョップ！（2018年8月20日、ラインコミュニケーションズ）[50][51]
- RaMu letter（2018年12月20日、イーネット・フロンティア）[52][53][54]
- RaMuまみれ（2019年5月17日、光文社）
- Aloha nui loa ～たくさんの愛をこめて～（2019年8月20日、ラインコミュニケーションズ）[55][56]
- ラ・ムー（2019年12月20日、竹書房）[57]
- Plum（2020年4月24日、エスデジタル）[58][59]
- Moi（2021年1月15日、光文社）[60]
- 転生したらRaMuだった件（2022年3月20日、ラインコミュニケーションズ）[61][62]
- RaMuの恩返し（2022年12月20日、ラインコミュニケーションズ）[63][64]
- THE グラビア（2023年6月20日、ラインコミュニケーションズ）[65]

### その他
- グラドル学園 心霊写真部（2017年2月24日、スパイスビジュアル）[66]
- ぞくり。怪談夜話 厳選集2 最恐9話（2017年4月4日、十影堂エンターテイメント）
- ぞくり。怪談夜話～投稿実話物語 闇～（2018年6月2日、十影堂エンターテイメント）
- 映画「咲-Saki- 阿知賀編 episode of side-A」（2018年7月18日、バップ）
- ぞくり。怪談夜話 真夏の厳選集2020（2020年8月5日、十影堂エンターテイメント）
- リアル「サバエ」になっちゃった!?（2020年11月、新潮社「サバエとヤッたら終わる」電子書籍版2巻限定特典）

### VR
- RaMu、此処に居ます。（2019年1月11日、ファンタスティカ）
- こんなコと付き合いたかった…と、誰もが羨む僕のカノジョがRaMu、そういう世界。（2019年1月18日、ファンタスティカ）
- RaMuとゲームとそういうのあるよねというありがちな夢オチと、そんな世界。（2019年1月25日、ファンタスティカ）

## 出版

### 写真集
- らむね（2017年7月28日、秋田書店、撮影：上野勇、編集：ヤングチャンピオン）ISBN 978-4253110846
- pieni（2020年10月17日、光文社、撮影：小塚毅之）ISBN 978-4334902599[67]
- RaMu to 蘭夢（2022年8月4日、トランスワールドジャパン、撮影：小野寺廣信）ISBN 978-4862563545[5]

### オムニバス写真集
- 瞬撮アクションポーズ05 あおりモーション［女子高生編］（2018年5月31日、玄光社、撮影：長尾真志、監修：東地和生、カラサワイサオ）ISBN 978-4768309674[68]

### デジタル写真集
- 18歳ズキドキ（2016年6月3日、集英社［デジタル週プレ写真集］、撮影：小塚毅之）[69]
- 挑発する18歳（2016年9月16日、集英社［デジタル週プレ写真集］、撮影：細居幸次郎）[70]
- ALL YOU NEED IS RaMu 1･2･3･4･COVER DX（2017年4月7日、小学館［sabra net e-Book］）[71][72][73][74][75]
- ALL YOU NEED IS RaMu2 5･6･DX（2017年5月12日、小学館［sabra net e-Book］）[76][77][78]
- ラム注入!! 7･8･DX（2017年9月15日、小学館［sabra net e-Book］）[79][80][81]
- RaMu Me Do 9･10･11･12･COVER DX（2017年11月3日、小学館［sabra net e-Book］）[82][83][84][85][86]
- RaMu Me Do2 13･14･DX（2017年12月8日、小学館［sabra net e-Book］）[87][88][89]
- ラムにムラムラ！ 15･16･17･18･COVER DX（2018年7月6日、小学館［sabra net e-Book］）[90][91][92][93][94]
- ラムにムラムラ！2 19･20･DX（2018年8月10日、小学館［sabra net e-Book］）[95][96][97]
- RaMu＆JOY 21･22･23･24･COVER DX（2018年10月5日、小学館［sabra net e-Book］）[98][99][100][101][102]
- RaMu＆JOY2 25･26･DX（2018年11月9日、小学館［sabra net e-Book］）[103][104][105]
- なんてたってアイドル80'S 27･28･29･30･COVER DX（2019年7月5日、小学館［sabra net e-Book］）[106][107][108][109][110]
- なんてたってアイドル80'S2 31･32･DX（2019年8月9日、小学館［sabra net e-Book］）[111][112][113]
- Hカップまみれ（2019年10月31日、光文社［FLASHデジタル写真集］、撮影：福澤卓弥）
- pieni 2nd写真集 【電子版限定32ページ増】（2020年10月20日、光文社、撮影：小塚毅之）
- 無人島サバイバル（2021年4月26日、集英社［週プレ PHOTO BOOK］、撮影：藤木裕之）[114]
- ラララのRaMu 33･34･35･36･COVER DX（2021年5月7日、小学館［sabra net e-Book］）[115][116][117][118][119]
- ラララのRaMu2 37･38･DX（2021年6月11日、小学館［sabra net e-Book］）[120][121][122]
- RaMuが水着が爬虫類（2021年8月15日、講談社［ヤンマガデジタル写真集］、撮影：田中智久）[123]
- RaMuが水着でギター（2021年8月15日、講談社［ヤンマガデジタル写真集］、撮影：田中智久）[124]
- ムノキセキ（2022年8月8日、少年画報社［YK PHOTO ALBUM］、撮影：中山雅文）[125]
- and More Pretty!!（2022年8月8日、少年画報社［YK PHOTO ALBUM］、撮影：中山雅文）共演：火将ロシエル（pretty noob）[126]
- WPB RaMuデジタル写真集〜特装合本版〜（2022年8月15日、集英社［週プレ PHOTO BOOK］、撮影：小塚毅之、細居幸次郎、藤木裕之）[127]
- 私服でグラビア!!（2023年1月23日、一迅社［Purizm PHOTO BOOK］、撮影：須崎祐次）
- RaMuが自らプロデュースした無理難題グラビアをやってみた！（2023年4月24日、集英社［週プレ PHOTO BOOK］、撮影：栗山秀作）[128]
- ラムチョップ！（2023年5月16日、ラインコミュニケーションズ［Idol Line］）
- Aloha nui loa（2023年5月16日、ラインコミュニケーションズ［Idol Line］）
- 転生したらRaMuだった件（2023年5月16日、ラインコミュニケーションズ［Idol Line］）
- RaMuの恩返し（2023年5月16日、ラインコミュニケーションズ［Idol Line］）

### 雑誌
- 週刊ヤングジャンプ 2016年12号（2016年3月3日、集英社）JAN 4910281710368
- ヤングキング 2016年3月21日号（少年画報社）JAN 4910282630368
  - 34巻4号（2020年）
  - 35巻7号（2021年）
  - 35巻13号（2021年）※共演：火将ロシエル
- 別冊ヤングチャンピオン 2016年4月号（2016年4月10日、秋田書店）ASIN B01BFHAMF4
- 週刊プレイボーイ（集英社）
  - 2016年4月4日号
  - 2016年6月20日号
  - 2017年5月8日号
  - 2017年11月27日号 [129]
- 月刊キスカ 2016年5月号（竹書房）ASIN B01BU6IR7A
- 月刊サイゾー 2016年6月号（サイゾー）ASIN B01FRQVX5C
- ヤングガンガン（スクウェア・エニックス）
  - 2016年11号（2016年5月20日）
  - 2018年10号（2018年5月2日）
- MAMOR 2016年11月号（2016年9月21日、扶桑社）JAN 4910082731166
- ヤングアニマル 2016年8月26日号・10月28日号（白泉社）ASIN B00QGAY6IU
- 週刊大衆増刊・週刊大衆ヴィーナス 2016年10月4日増刊号（双葉社）ASIN B01KVUMWWC
- ヤングアニマル嵐 2017年No.2号（2017年1月6日、白泉社）
- CIRCUS MAX SPECIAL vol.25号 CIRCUS MAX4月号増刊（2017年2月20日、ベストセラーズ）ASIN B01MZIGA1P
- 週刊ヤングマガジン（講談社）
  - 2017年第19号（2017年4月10日）
  - 2018年第13号（2018年2月26日）
- ヤングチャンピオン烈 2017年5月号（2017年4月18日、秋田書店）JAN 4910282860574
- アツ姫 2017年6月号（2017年、Spring Has Come）
- CIRCUS MAX SPECIAL vol.28号 CIRCUS MAX 10月号増刊（2017年8月28日、ベストセラーズ）ASIN B074JS3LK5
- FRIDAY 2017年9月15日号（講談社）JAN 4910222130972
- 週刊ヤングチャンピオン 2018年No.22号（2018年10月23日、秋田書店）
- 週刊アサヒ芸能 2018年3月1日号（徳間書店）
- アサ芸Secret！vol.51号（2018年4月、徳間書店）[130]
- 週刊プレイボーイ グラビアスペシャル増刊 SUMMER2019（2019年8月7日、集英社）[131]
- グラビア傑作選 glamorous FLASH（2021年3月、光文社）ISBN 978-4334871666
- SPA! 70号（39）（2021年11月、扶桑社）

### カレンダー
- 2017年カレンダー（2016年10月15日、トライエックス）[132]
- 2018年カレンダー（2017年10月7日、トライエックス）[133]
- 2019年カレンダー（2018年9月29日、トライエックス）[134]
- 2020年カレンダー（2019年10月26日、トライエックス）[135][136]
- 2021年カレンダー（2020年10月31日、トライエックス）[137]
- 2022年カレンダー（2021年12月4日、わくわく製作所）[138]
- 2023年カレンダー（2022年12月20日、G－STYLE）[139]

### トレーディングカード
- FLASHトレカシリーズ第4弾 RaMu ファースト・トレーディングカード（2019年7月20日、ヒッツ）[140][141]
- RaMu 〜2020〜 トレーディングカード（2020年2月15日、ヒッツ）[142][143]
- FLASHトレカシリーズ第10弾 RaMu～2021～ トレーディングカード（2021年2月13日、ヒッツ）[144]
- RaMu〜2025〜 トレーディングカード（2025年1月25日、ヒッツ）[145]

## 出演

### 映画
- 君と僕と夏の物語（2016年4月、JAT FILM PRODUCTION） - 蘭夢コーチ役　※KissBeeのミュージックビデオのロングバージョン（約24分）として制作
- 咲-Saki-阿知賀編 episode of side-A（2018年1月20日、ティ・ジョイ） - 渋谷尭深 役[146]
- 真・事故物件 本当に怖い住民たち（2022年2月18日、TOCANA）

### テレビ

#### ドラマ
- 咲-Saki-阿知賀編 episode of side-A（2017年12月 - 2018年1月、MBS/TBS） - 渋谷尭深 役[147]
- 戦慄女子 ｢シャワー女編｣（2018年9月12日、2019年3月6日（再）、エンタメ～テレ） - 主演[148]
- 警視庁・捜査一課長 season6 第4話（2022年5月5日、テレビ朝日） - 青田若葉 役

#### 情報・バラエティ
- ＃ハイ_ポール（2016年11月24日、12月1日、フジテレビ）[149]
- 緊急検証! シリーズ第16弾｢2017年度版超新約黙示録～第4回紅白オカルト合戦～｣（2016年12月31日、ファミリー劇場） - 審査員[150]
- 鎧美女（2017年5月21日、フジテレビONE） - #28（甲冑：前田利家）[151]
- ぞくり。 怪談夜話 厳選集2 最恐9話（2017年4月4日、TOKYO MX）[152]
- オタ恋　#42 - #43（2017年4月21日、BS朝日） - 爬虫類オタク 役[153]
- 深夜に発見!新Shock感～一度おためしください～（2017年6月24日 テレビ東京）
- カスタム野郎Cチーム（2017年7月24日 #1、8月30日 #2、フジテレビONE）
- ゴッドタン（2017年10月15日、テレビ東京）
- いいすぽ!（2018年5月12日、2019年4月13日、8月31日、10月19日、12月22日、2020年3月7日、4月4日、2021年2月20日、10月23日、2022年9月30日、10月31日、2023年2月18日、フジテレビONE）[154][155][156]
- ヒルナンデス!（2018年11月7日、12月26日、日本テレビ）
- 橋本マナミのヨルサンポⅤ、#9、#10（2019年2月7日、14日、BSフジ）[157][158]
- オールナイトe!（2019年3月15日 - 、フジテレビONE）[159]
- 鎧美女（2021年11月29日、フジテレビONE） - #81（甲冑：島津義弘）
- そこまで言って委員会NP【果たして真実は？謎の事件・徹底解明SP!】（2022年6月12日、読売テレビ）※これ以降、不定期で継続して同番組にパネリストとして出演
- 踊る!さんま御殿!!「犬好き猫好き大集合ペット溺愛芸能人SP」（2022年11月8日、日本テレビ）
- アイドル鬼ごっこ2023！～わたし、本気出してもいいですか～（2023年4月21日、GAORA SPORTS）[160][161]

#### CM
- SNK　キングオブファイターズ98（スマホオンラインゲーム）（2017年8月25日 - 11月24日）

### WEB番組
- 苦手克服サイボーグRaMu（2016年10月13日 - 2017年2月25日、FRESH！by Abema TV）[162]
- 10人の売れたい女vs鈴木拓（2016年9月18日 - 2017年3月12日、Abema SPECIAL チャンネル）
- グラドルデリバリー箱（2016年配信開始、360Channel）[163]
- テレビじゃ教えてくれない!業界裏教科書（2017年2月19日 - 5月21日、AbemaTV） - 準レギュラー受講者
- ぶらり路上プロレス　#15 千葉 幕張アウトレット編（2017年4月14日配信開始、Amazonプライム） - 旅人[164]
- タカトシのバラエティだろ〜が!!（2017年4月9日、AbemaTV）
- DTテレビ（2018年1月26日、2月9日、AbemaTV） - MC
- デスゲーム（2018年2月27日 - 4月10日、AbemaTV） - MC
- ゲーマーズウォー（2018年4月17日 - 6月19日、AbemaTV） - MC
- シネマンション（2018年 - 、YouTube） - MC
- フォレオ大津一里山TV Season2（2022年4月16日 - 2022年12月3日、YouTube）[165]
- フォレオ大津一里山TV Season3（2023年5月2日 - 2023年5月20日、YouTube）[166]

### イベント
- 配信者ハイパーゲーム大会（2023年3月25日・26日、OPENREC.tv）
- 第2回配信者ハイパーゲーム大会（2024年3月16日・17日、OPENREC.tv）

### 音声配信
- よゐこ有野のノーギャラジオ（2022年8月8日、Radiotalk）[167]
- しずる村上のWALK THIS 麺（2023年8月6日[168] - 8月20日、AuDee）